# Новозиковська сільська рада
Новози́ковська сільська рада (рос. Новозыковский сельский совет) — сільське поселення у складі Красногорського району Алтайського краю Росії.
Адміністративний центр — село Новозиково.

## Населення
Населення — 932 особи (2019; 984 в 2010, 1143 у 2002).

## Склад
До складу сільської ради входять:
| Населений пункт  | Населення, осіб (2002) | Населення, осіб (2010) |
| ---------------- | ---------------------- | ---------------------- |
| Курлек, селище   | 38                     | 25                     |
| Новозиково, село | 833                    | 749                    |
| Тайна, село      | 272                    | 210                    |